# My Own United States
My Own United States er en amerikansk stumfilm fra 1918 af John W. Noble.

## Medvirkende
- Arnold Daly - Philip Nolan
- Charles E. Graham - Aaron Burr
- Duncan McRae - Alexander Hamilton
- Sidney Bracey - Rene Gautier
- P.R. Scammon - Thomas Jefferson